# Copa de la AFC 2016
La Copa AFC 2016 fue la 13.ª edición de la Copa AFC, una competición de fútbol organizada por la Confederación Asiática de Fútbol (AFC) para clubes de los países en desarrollo en Asia que tienen bajos coeficientes de la AFC.

## Asignación de equipo de la Asociación
El Comité de Competiciones de la AFC propuso una renovación de las competiciones de clubes de la AFC el 25 de enero de 2014, que fue ratificado por el Comité Ejecutivo de la AFC el 16 de abril de 2014. Las asociaciones miembros se clasifican en función de su selección nacional y el rendimiento de los clubes en los últimos cuatro años en las competiciones de la AFC, con la asignación de los cupos para las ediciones 2015 y 2016 de las competiciones de clubes de la AFC determinados por el ranking 2014:
Las 24 mejores asociaciones miembro del ranking de la AFC son elegibles para recibir cupos directos en la Liga de Campeones de la AFC, siempre y cuando cumplan con los criterios de Campeones de la AFC.
Tanto en las zonas este y oeste, tienen un total de 12 puestos directos en la fase de grupos, con los 4 restantes cupos repartidos para los equipos que provienen de los play-offs.
Las seis principales Asociaciones miembro, tanto en las zonas este y como oeste, reciben cupos directos en la fase de grupos, mientras que las restantes Asociaciones miembro obtienen cupos para los play-off:
- El primer, segundo y tercer clasificado del ranking consiguen tres cupos directos y un cupo a la eliminatoria.
- El cuarto clasificado del ranking consiguen dos cupos directos y dos cupos a los de play-off.
- El quinto clasificado obtiene un cupo directo y dos cupos a los play-off.
- El sexto clasificado obtiene un cupo directo y un cupo a los play-off.
- Del séptimo al duodécimo del ranking obtienen un cupo en los play-off.

El número máximo de cupos para cada miembro es un tercio del número total de clubes de su primera división (por ejemplo, La A-League sólo puede obtener un máximo de tres cupos totales ya que sólo hay nueve clubes con sede en Australia).
El Comité de Competiciones de la AFC finalizó la asignación de cupos para las ediciones de la Liga de Campeones de la AFC 2015 y 2016 sobre la base de los criterios, incluyendo el ranking MA de la AFC y la implementación de las regulaciones de licencias club, el 28 de noviembre de 2014.
| Zona Oeste Asiático | Zona Oeste Asiático | Zona Oeste Asiático    | Zona Oeste Asiático | Zona Oeste Asiático  | Zona Oeste Asiático  | Zona Oeste Asiático  | Zona Oeste Asiático  | Zona Oeste Asiático | Zona Oeste Asiático | Zona Oeste Asiático |
| Ranking             | Ranking             | Asociación             | Puntos              | AFC Champions League | AFC Champions League | AFC Champions League | AFC Champions League | AFC Cup             | AFC Cup             | AFC Cup             |
| Asia                | Zona                | Asociación             | Puntos              | Fase de Grupos       | Ronda de Play-Off    | 2°Ronda Previa       | 1°Ronda Previa       | Fase de Grupos      | Ronda de Play-Off   | Ronda Previa        |
| ------------------- | ------------------- | ---------------------- | ------------------- | -------------------- | -------------------- | -------------------- | -------------------- | ------------------- | ------------------- | ------------------- |
| 2                   | 1                   | Arabia Saudíta         | 88.268              | 3                    | 1                    |                      |                      |                     |                     |                     |
| 3                   | 2                   | Irán                   | 80.794              | 3                    | 1                    |                      |                      |                     |                     |                     |
| 5                   | 3                   | Uzbekistán             | 62.272              | 3                    | 1                    |                      |                      |                     |                     |                     |
| 7                   | 4                   | Emiratos Árabes Unidos | 57.792              | 2                    | 2                    |                      |                      |                     |                     |                     |
| 9                   | 5                   | Catar                  | 56.102              | 1                    | 2                    |                      |                      |                     |                     |                     |
| 10                  | 6                   | Irak                   | 47.106              |                      |                      |                      |                      | 2                   |                     |                     |
| 11                  | 7                   | Kuwait                 | 45.225              |                      |                      |                      |                      | x                   |                     |                     |
| 12                  | 8                   | Jordania               | 44.309              |                      | (1)                  |                      |                      | 2                   |                     |                     |
| 14                  | 9                   | Omán                   | 30.586              |                      |                      |                      |                      | 2                   |                     |                     |
| 16                  | 10                  | Baréin                 | 25.547              |                      |                      |                      |                      | 1                   | 1                   |                     |
| 17                  | 11                  | Líbano                 | 25.488              |                      |                      |                      |                      | 1                   | 1                   |                     |
| 19                  | 12                  | Siria                  | 22.883              |                      |                      |                      |                      | 1                   | 1                   |                     |
| 25                  | 13                  | Palestina              | 15.911              |                      |                      |                      |                      | 1                   | 1                   |                     |
| 28                  | 14                  | Tayikistán             | 11.761              |                      |                      |                      |                      | 1                   | 1                   |                     |
| 29                  | 15                  | Afganistán             | 11.464              |                      |                      |                      |                      |                     |                     | 0                   |
| 30                  | 16                  | Turkmenistán           | 10.554              |                      |                      |                      |                      | 1                   | 1                   |                     |
| 32                  | 17                  | Kirguistán             | 8.761               |                      |                      |                      |                      |                     | 1                   | 1                   |
| 35                  | 18                  | Yemen                  | 5.249               |                      |                      |                      |                      |                     |                     | 0                   |
| 36                  | 19                  | Sri Lanka              | 4.071               |                      |                      |                      |                      |                     |                     | 0                   |
| 37                  | 20                  | Bangladés              | 3.643               |                      |                      |                      |                      |                     |                     | 1                   |
| 38                  | 21                  | Nepal                  | 3.268               |                      |                      |                      |                      |                     |                     | 0                   |
| 39                  | 22                  | Pakistán               | 2.732               |                      |                      |                      |                      |                     |                     | 1                   |
| 46                  | 23                  | Bután                  | 0.000               |                      |                      |                      |                      |                     |                     | 1                   |
| Total Participantes | Total Participantes | Total Participantes    | Total Participantes | 12                   | 8                    | 0                    | 0                    | 12                  | 7                   | 4                   |
| Total Participantes | Total Participantes | Total Participantes    | Total Participantes | 20                   | 20                   | 20                   | 20                   | 22                  | 22                  | 22                  |

- Kuwait fue suspendido por la FIFA y no tuvo participación en torneos AFC
- Irak, Omán, Baréin, Líbano y Siria tenían cupos para la Liga de Campeones de la AFC pero no tuvieron las licencias requeridas
- El cupo de Bangladés de la Copa AFC fue trasladado a la Zona Este debido a lo poca cantidad de clubes en esa zona
- Afganistán, Yemen, Sri Lanka y Nepal eran elegibles para la Copa AFC pero desistieron su participación
- Bangladés y Bután geográficamente pertenece a la Zona Este

| Zona Este Asiático  | Zona Este Asiático  | Zona Este Asiático  | Zona Este Asiático  | Zona Este Asiático   | Zona Este Asiático   | Zona Este Asiático   | Zona Este Asiático   | Zona Este Asiático | Zona Este Asiático | Zona Este Asiático |
| Ranking             | Ranking             | Asociación          | Puntos              | AFC Champions League | AFC Champions League | AFC Champions League | AFC Champions League | AFC Cup            | AFC Cup            | AFC Cup            |
| Asia                | Zona                | Asociación          | Puntos              | Fase de Grupos       | Ronda de Play-Off    | 2°Ronda Previa       | 1°Ronda Previa       | Fase de Grupos     | Ronda de Play-Off  | Ronda Previa       |
| ------------------- | ------------------- | ------------------- | ------------------- | -------------------- | -------------------- | -------------------- | -------------------- | ------------------ | ------------------ | ------------------ |
| 1                   | 1                   | República de Corea  | 94.866              | 3                    | 1                    |                      |                      |                    |                    |                    |
| 4                   | 2                   | Japón               | 77.107              | 3                    | 1                    |                      |                      |                    |                    |                    |
| 6                   | 3                   | Australia           | 57.940              | 2                    | 1                    |                      |                      |                    |                    |                    |
| 8                   | 4                   | China               | 57.660              | 2                    | 1                    | 1                    |                      |                    |                    |                    |
| 13                  | 5                   | Tailandia           | 33.049              | 1                    |                      | 2                    |                      |                    |                    |                    |
| 15                  | 6                   | Vietnam             | 27.753              | 1                    |                      | 1                    |                      |                    |                    |                    |
| 18                  | 7                   | Indonesia           | 25.004              |                      |                      |                      |                      | x                  |                    |                    |
| 20                  | 8                   | Hong Kong           | 20.077              |                      |                      | (1)                  |                      | 2                  |                    |                    |
| 21                  | 9                   | Birmania            | 18.282              |                      |                      | (1)                  |                      | 2                  |                    |                    |
| 22                  | 10                  | Malasia             | 18.153              |                      |                      | (1)                  |                      | 2                  |                    |                    |
| 23                  | 11                  | India               | 16.756              |                      |                      |                      | (1)                  | 2                  |                    |                    |
| 24                  | 12                  | Singapur            | 16.097              |                      |                      |                      | (1)                  | 2                  |                    |                    |
| 26                  | 13                  | Maldivas            | 15.884              |                      |                      |                      |                      | 2                  |                    |                    |
| 27                  | 14                  | Filipinas           | 12.268              |                      |                      |                      |                      | 2                  |                    |                    |
| 31                  | 15                  | RPD Corea           | 9.000               |                      |                      |                      |                      |                    |                    | 0                  |
| 33                  | 16                  | Laos                | 7.554               |                      |                      |                      |                      | 1                  |                    |                    |
| 34                  | 17                  | Guam                | 5.946               |                      |                      |                      |                      |                    |                    | 0                  |
| 39                  | 18                  | Timor Oriental      | 2.732               |                      |                      |                      |                      |                    |                    | 0                  |
| 41                  | 19                  | Macao               | 2.625               |                      |                      |                      |                      |                    |                    | 1                  |
| 42                  | 20                  | Camboya             | 2.464               |                      |                      |                      |                      |                    |                    | 0                  |
| 43                  | 21                  | Taiwán              | 2.089               |                      |                      |                      |                      |                    |                    | 0                  |
| 44                  | 22                  | Mongolia            | 1.554               |                      |                      |                      |                      |                    |                    | 1                  |
| 45                  | 23                  | Brunéi Darussalam   | 0.804               |                      |                      |                      |                      |                    |                    | 0                  |
| Total Participantes | Total Participantes | Total Participantes | Total Participantes | 12                   | 4                    | 7                    | 2                    | 15                 | 0                  | 2                  |
| Total Participantes | Total Participantes | Total Participantes | Total Participantes | 25                   | 25                   | 25                   | 25                   | 17                 | 17                 | 17                 |

- Indonesia fue suspendido por la FIFA y no tuvo participación en torneos AFC
- RPD Corea, Guam, Timor Oriental, Camboya, Taiwán y Brunéi Darussalam eran elegibles para la Copa AFC pero desistieron su participación
- India y Maldivas geográficamente pertenece a la Zona Oeste

## Equipos
En la siguiente tabla, el número de apariciones (Aps) y última aparición (Ult. Apa.) cuentan sólo aquellas participaciones desde la temporada 2002-03 (incluyendo rondas de clasificación), cuando la competencia se marcó el inicio de la Liga de Campeones de la AFC. Equipos en cursiva  jugarán en la los Play-Off de la Liga de Campeones de la AFC 2016, y jugarán en la fase de grupos de la Copa AFC si ellos fallan en avanzar a la ronda de grupos de la Liga de Campeones (Si ellos logran avanzar a la fase de grupos de la Liga de Campeones de la AFC, serán sustituidos por otro equipo de la misma asociación).

### Zona Oeste
| Equipo                                                             | Método de calificación                                                                     | Aps.                                                               | Últ. Apa.                                                          |
| Clubes con ingreso directo a la fase de grupos (Grupos A, B, C, D) | Clubes con ingreso directo a la fase de grupos (Grupos A, B, C, D)                         | Clubes con ingreso directo a la fase de grupos (Grupos A, B, C, D) | Clubes con ingreso directo a la fase de grupos (Grupos A, B, C, D) |
| ------------------------------------------------------------------ | ------------------------------------------------------------------------------------------ | ------------------------------------------------------------------ | ------------------------------------------------------------------ |
| Naft Al-Wasat                                                      | Campeón de la Liga Premier de Irak 2014-15                                                 |                                                                    |                                                                    |
| Al-Quwa Al-Jawiya                                                  | Subcampeón de la Liga Premier de Irak 2014-15                                              |                                                                    |                                                                    |
| Al-Wahdat SC                                                       | Campeón de la Primera División de Jordania 2014-15                                         | 9.ª                                                                | 2015                                                               |
| Al-Faisaly                                                         | Ganador de la Copa de Jordania 2014-15                                                     | 8.ª                                                                | 2013                                                               |
| Al-Oruba                                                           | Campeón de la Liga Profesional de Omán 2014-15 Ganador de la Copa del Sultán Qabus 2014–15 | 4.ª                                                                | 2012                                                               |
| Fanja SC                                                           | Subcampeón de la Liga Profesional de Omán 2014-15                                          | 4.ª                                                                | 2015                                                               |
| Muharraq Club                                                      | Campeón de la Liga Premier de Baréin 2014-15                                               | 5.ª                                                                | 2009                                                               |
| Al-Ahed                                                            | Campeón de la Primera División de Líbano 2014-15                                           | 7.ª                                                                | 2012                                                               |
| Al-Jaish Damasco                                                   | Campeón de la Liga Premier de Siria 2014-15                                                | 6.ª                                                                | 2015                                                               |
| Shabab Al-Dhahiriya                                                | Campeón de la Liga Premier de Cisjordania 2014-15                                          | 2.ª                                                                | 2014                                                               |
| Istiklol Dushanbe                                                  | Campeón de la Liga de fútbol de Tayikistán 2015                                            |                                                                    |                                                                    |
| FC Altyn Asyr                                                      | Campeón de la Liga Superior de Turkmenistán 2015 Ganador de la Copa de Turkmenistán 2015   |                                                                    |                                                                    |
| Participantes en Play-Off                                          |                                                                                            |                                                                    |                                                                    |
| Entran en Ronda de Play-Off                                        |                                                                                            |                                                                    |                                                                    |
| Al-Hidd                                                            | Ganador de la Copa del Rey de Baréin 2015                                                  | 3.ª                                                                | 2015                                                               |
| Tripoli SC                                                         | Ganador de la Copa del Líbano 2014-15                                                      | 2.ª                                                                | 2004                                                               |
| Al-Wahda                                                           | Ganador de la Copa de Siria 2015                                                           | 4.ª                                                                | 2014                                                               |
| Ahli Al-Khalil                                                     | Ganador de la Copa de Palestina 2014–15                                                    | 1.ª                                                                | Ninguna                                                            |
| FK Khujand                                                         | Subcampeón de la Liga de fútbol de Tayikistán 2015                                         |                                                                    |                                                                    |
| FC Balkan Balkanabat                                               | Subcampeón de la Liga Superior de Turkmenistán 2015                                        |                                                                    |                                                                    |
| FC Alay Osh                                                        | 3.er lugar de la Liga de fútbol de Kirguistán 2014                                         | 1.ª                                                                | Ninguna                                                            |

### Zona Este
| Equipo                                                             | Método de calificación                                             | Aps.                                                               | Últ. Apa.                                                          |
| Clubes con ingreso directo a la fase de grupos (Grupos E, F, G, H) | Clubes con ingreso directo a la fase de grupos (Grupos E, F, G, H) | Clubes con ingreso directo a la fase de grupos (Grupos E, F, G, H) | Clubes con ingreso directo a la fase de grupos (Grupos E, F, G, H) |
| ------------------------------------------------------------------ | ------------------------------------------------------------------ | ------------------------------------------------------------------ | ------------------------------------------------------------------ |
| Kitchee SC                                                         | Campeón de la Liga Premier de Hong Kong 2014-15                    | 6.ª                                                                | 2015                                                               |
| South China AA                                                     | Ganador de la eliminatoria de la Liga Premier de Hong Kong 2014-15 | 7.ª                                                                | 2015                                                               |
| Yangon United FC                                                   | Campeón de la Liga Nacional de Birmania 2015                       | 4.ª                                                                | 2014                                                               |
| Ayeyawady United                                                   | Ganador de la MFF Cup 2015 de Birmania                             | 4.ª                                                                | 2015                                                               |
| Johor Darul Takzim                                                 | Campeón de la Superliga de Malasia 2015                            | 3.ª                                                                | 2015                                                               |
| Selangor FA                                                        | Subcampeón de la Superliga de Malasia 2015                         | 5.ª                                                                | 2014                                                               |
| Mohun Bagan                                                        | Campeón de la I-League 2014-15                                     | 3.ª                                                                | 2009                                                               |
| Bengaluru                                                          | Ganador de la Copa Federación de la India 2014–15                  | 2.ª                                                                | 2015                                                               |
| New Radiant                                                        | Campeón de la Liga Premier de Maldivas 2015                        | 8.ª                                                                | 2015                                                               |
| Maziya S&RC                                                        | Ganador de la Copa FA de Maldivas 2015                             | 4.ª                                                                | 2015                                                               |
| Tampines Rovers                                                    | Campeón de la S.League 2015                                        | 8.ª                                                                | 2014                                                               |
| Balestier Khalsa                                                   | 4.º Lugar de la S.League 2015                                      | 2.ª                                                                | 2015                                                               |
| Ceres                                                              | Campeón de la United Football League de Filipinas 2015             | 2.ª                                                                | 2015                                                               |
| Kaya                                                               | Ganador de la Copa de la Liga UFL 2015                             | 1.ª                                                                | Ninguna                                                            |
| Lao Toyota                                                         | Campeón de la Liga Premier de Laos 2015                            | 2.ª                                                                | 2015                                                               |

### Ronda de clasificación
La ronda de calificación será sorteada entre el 9 y el 15 de agosto de 2015.
Los siguientes 6 equipos entraron en la siguiente fase de clasificación, programada para ser jugada entre el 9 y el 15 de agosto de 2015.
| Equipo                                                     | Método de calificación                                     | Aps.                                                       | Últ. Apa.                                                  |
| Entrando en la fase de clasificación (Torneo centralizado) | Entrando en la fase de clasificación (Torneo centralizado) | Entrando en la fase de clasificación (Torneo centralizado) | Entrando en la fase de clasificación (Torneo centralizado) |
| ---------------------------------------------------------- | ---------------------------------------------------------- | ---------------------------------------------------------- | ---------------------------------------------------------- |
| Alga Bishkek                                               | 3.er lugar de la Liga de fútbol de Kirguistán 2014         | 1.ª                                                        | Ninguna                                                    |
| Sheikh Jamal                                               | Campeón de la Liga de Fútbol de Bangladesh 2013-14         | 1.ª                                                        | Ninguna                                                    |
| KESC FC                                                    | Campeón de la Liga Premier de Pakistán 2014-15             | 1.ª                                                        | Ninguna                                                    |
| Druk United                                                | Campeón de la Liga Nacional de Bután 2014                  | 1.ª                                                        | Ninguna                                                    |
| Benfica de Macau                                           | Campeón de la Liga de Elite 2015                           | 1.ª                                                        | Ninguna                                                    |
| Khoromkhon                                                 | Campeón de la Liga de Fútbol de Mongolia 2014              | 1.ª                                                        | Ninguna                                                    |

## Calendario
El calendario de la competición es el siguiente (todos los emparejamientos se realizarán en la sede de la AFC en Kuala Lumpur, Malasia).
| Fase                        | Ronda                 | Fecha de sorteo         | Partido de ida              | Partido de vuelta           |
| --------------------------- | --------------------- | ----------------------- | --------------------------- | --------------------------- |
| Fase preliminar             | Fase de clasificación | 29 de junio de 2015     | 11-15 de agosto del 2015    | 11-15 de agosto del 2015    |
| Fase de Play-off            | Ronda de Play-off     | Sin sorteo              | 9 de febrero de 2016        | 9 de febrero de 2016        |
| Fase de grupo               | Juego 1               | 10 de diciembre de 2015 | 23–24 de febrero de 2016    | 23–24 de febrero de 2016    |
| Fase de grupo               | Juego 2               | 10 de diciembre de 2015 | 8–9 de marzo de 2016        | 8–9 de marzo de 2016        |
| Fase de grupo               | Juego 3               | 10 de diciembre de 2015 | 15–16 de marzo de 2016      | 15–16 de marzo de 2016      |
| Fase de grupo               | Juego 4               | 10 de diciembre de 2015 | 12–13 de abril de 2016      | 12–13 de abril de 2016      |
| Fase de grupo               | Juego 5               | 10 de diciembre de 2015 | 26–27 de abril de 2016      | 26–27 de abril de 2016      |
| Fase de grupo               | Juego 6               | 10 de diciembre de 2015 | 10–11 de mayo de 2016       | 10–11 de mayo de 2016       |
| Fase de eliminación directa | Octavos de final      | 10 de diciembre de 2015 | 24–25 de mayo de 2016       | 24–25 de mayo de 2016       |
| Fase de eliminación directa | Cuartos de final      | APD                     | 13–14 de septiembre de 2016 | 20–21 de septiembre de 2016 |
| Fase de eliminación directa | Semifinal             | APD                     | 27–28 de septiembre de 2016 | 18–19 de octubre de 2016    |
| Fase de eliminación directa | Final                 | APD                     | 5 de noviembre de 2016      | 5 de noviembre de 2016      |

## Fase de Clasificación
El sorteo de la fase de clasificación se llevó a cabo el 29 de junio de 2015. Los equipos fueron asignados de acuerdo con el desempeño de su asociación en la Copa Presidente de la AFC 2014
| Bombo 1                        | Bombo 2                       | Bombo 3                     |
| ------------------------------ | ----------------------------- | --------------------------- |
| 1. Druk United 2. Alga Bishkek | 3. Sheikh Jamal 4. Khoromkhon | 5. KESC 6. Benfica de Macau |

Los seis equipos fueron sorteados en dos grupos de tres. Dentro de cada grupo se enfrentan una vez entre sí, por el sistema de todos contra todos. Según el resultado de cada partido se otorgan tres puntos al ganador, un punto a cada equipo en caso de empate, y ninguno al perdedor.
Si dos o más equipos están empatados en puntos en la finalización de los partidos del grupo, se aplican los siguientes criterios para determinar la clasificación. 
1. Diferencia particular (enfrentamientos entre los equipos involucrados)
2. Gol diferencia en los enfrentamientos entre los equipos involucrados
3. Goles anotados en los enfrentamientos entre los equipos involucrados (el gol visita no se aplica a diferencia de la UEFA)
4. Gol diferencia en los partidos de la fase de grupos
5. Goles anotados en la fase de grupos
6. Penalti shoot-out si solo hay dos equipos involucrados y ambos están en el mismo terreno de juego
7. Menor puntuación en las tarjetas amarilla y rojas recibidas en la fase de grupos (1 punto por tarjeta amarilla, 3 puntos por una expulsión por doble tarjeta amarilla, 3 punto por una tarjeta roja directa, 4 puntos por recibir una tarjeta amarilla y una tarjeta roja directa en el mismo juego)
8. Sorteo

### Grupo A
Los partidos se jugaron en Bután.
| Pos. | Equipo             | Pts. | PJ | G | E | P | GF | GC | Dif. | Clasificación |
| ---- | ------------------ | ---- | -- | - | - | - | -- | -- | ---- | ------------- |
| 1    | K-Electric         | 4    | 2  | 1 | 1 | 0 | 4  | 3  | +1   | Playoff       |
| 2    | Druk United (H, E) | 2    | 2  | 0 | 2 | 0 | 3  | 3  | 0    |               |
| 3    | Khoromkhon (E)     | 1    | 2  | 0 | 1 | 1 | 0  | 1  | −1   |               |

 Fuente: AFC
| 11 de agosto de 2015 | KESC                       | 3:3 (2:1) | Druk United                                | Estadio Changlimithang, Timbu                      |                                                    |
|                      | Rasool 8' 45' · Rehman 86' | Reporte   | 21' Ts. Dorji · 58' Wangdi · 75' Th. Dorji | Asistencia: 3.000 espectadores Árbitro(s): Fu Ming | Asistencia: 3.000 espectadores Árbitro(s): Fu Ming |

| 13 de agosto de 2015 | Khoromkhon | 0:1 (0:0) | KESC        | Estadio Changlimithang, Timbu                               |                                                             |
|                      |            | Reporte   | 74' Oludeyi | Asistencia: 1.000 espectadores Árbitro(s): Masoud Tufaylieh | Asistencia: 1.000 espectadores Árbitro(s): Masoud Tufaylieh |

| 15 de agosto de 2015 | Druk United | 0:0     | Khoromkhon | Estadio Changlimithang, Timbu                              |                                                            |
|                      |             | Reporte |            | Asistencia: 2.500 espectadores Árbitro(s): Ilgiz Tantashev | Asistencia: 2.500 espectadores Árbitro(s): Ilgiz Tantashev |

### Grupo B
Los partidos se jugaron en Kirguistán.
| Pos. | Equipo                 | Pts. | PJ | G | E | P | GF | GC | Dif. | Clasificación  |
| ---- | ---------------------- | ---- | -- | - | - | - | -- | -- | ---- | -------------- |
| 1    | Sheikh Jamal Dhanmondi | 4    | 2  | 1 | 1 | 0 | 5  | 2  | +3   | Fase de grupos |
| 2    | Alga (H, E)            | 4    | 2  | 1 | 1 | 0 | 3  | 1  | +2   |                |
| 3    | Benfica de Macau (E)   | 0    | 2  | 0 | 0 | 2 | 1  | 6  | −5   |                |

 Fuente: AFC
| 11 de agosto de 2015 | Benfica de Macau | 0:2 (0:1) | Alga Bishkek                  | Spartak Stadium, Biskek                                      |                                                              |
|                      |                  | Reporte   | Filatov 26' · Akhmataliev 65' | Asistencia: 5.000 espectadores Árbitro(s): Mooud Bonyadifard | Asistencia: 5.000 espectadores Árbitro(s): Mooud Bonyadifard |

| 13 de agosto de 2015 | Sheikh Jamal                          | 4:1 (1:1) | Benfica de Macau | Spartak Stadium, Biskek                                    |                                                            |
|                      | Onuoha 44' · Islam 72' · Rony 77' 86' | Reporte   | 26' Torrão       | Asistencia: 1.000 espectadores Árbitro(s): Rowan Arumughan | Asistencia: 1.000 espectadores Árbitro(s): Rowan Arumughan |

| 15 de agosto de 2015 | Alga Bishkek | 1:1 (1:0) | Sheikh Jamal | Spartak Stadium, Biskek                                            |                                                                    |
|                      | Amirov 22'   | Reporte   | 78' Onuoha   | Asistencia: 8.000 espectadores Árbitro(s): Mohd Nafeez Abdul Wahab | Asistencia: 8.000 espectadores Árbitro(s): Mohd Nafeez Abdul Wahab |

## Play-Off
- Los cuatro equipos vencedores avanzan a Fase de Grupos.
| 9 de febrero de 2016 | Al-Hidd                                      | 2:0     | KESC FC | Estadio Nacional de Baréin, Riffa                |                                                  |
|                      | Ifedayo Omosuyi 55' · Ali Abdula Hasan 90+3' | Reporte |         | Asistencia: 200 espectadores Árbitro(s): Ma Ning | Asistencia: 200 espectadores Árbitro(s): Ma Ning |

| 9 de febrero de 2016 | Tripoli SC | 0:0 (7-6 pen.) | Alay Osh | Estadio Municipal, Trípoli                              |                                                         |
|                      |            | Reporte        |          | Asistencia: 4,000 espectadores Árbitro(s): Ahmed Al-Kaf | Asistencia: 4,000 espectadores Árbitro(s): Ahmed Al-Kaf |

| 9 de febrero de 2016 | Al-Wahda                           | 2:0     | Balkan Balkanabat | Estadio Internacional, Sidón (Líbano)                          |                                                                |
|                      | Raja Rafe 17' · Khaled Mobayed 53' | Reporte |                   | Asistencia: 80 espectadores Árbitro(s): Hettikamkanamge Perera | Asistencia: 80 espectadores Árbitro(s): Hettikamkanamge Perera |

| 9 de febrero de 2016 | Ahli Al-Khaleel  | 1:0     | Khujand | Dora International Stadium, Hebrón                         |                                                            |
|                      | Mahmoud Wadi 22' | Reporte |         | Asistencia: 5,000 espectadores Árbitro(s): Adham Makhadmeh | Asistencia: 5,000 espectadores Árbitro(s): Adham Makhadmeh |

## Fase de grupos
El sorteo de la fase de grupos se celebró el 10 de diciembre de 2015, 16:00 (UTC + 8), en el Hotel Hilton Petaling Jaya, en Kuala Lumpur, Malasia. Los 32 equipos fueron dibujados en ocho grupos de cuatro. Los equipos de la misma federación no pueden tapar el mismo grupo.
En la fase de grupos, cada equipo jugará tanto de ida como vuelta todos contra todos. el primero y segundo de cada grupo avanzan a la ronda de 16.

### Grupo A
| Pos. | Equipo         | Pts. | PJ | G | E | P | GF | GC | Dif. | Clasificación    |
| ---- | -------------- | ---- | -- | - | - | - | -- | -- | ---- | ---------------- |
| 1    | Al-Ahed        | 12   | 6  | 4 | 0 | 2 | 14 | 9  | +5   | Octavos de final |
| 2    | Al-Wehdat      | 8    | 6  | 2 | 2 | 2 | 10 | 12 | −2   | Octavos de final |
| 3    | Al-Hidd (E)    | 7    | 6  | 2 | 1 | 3 | 11 | 12 | −1   |                  |
| 4    | Altyn Asyr (E) | 6    | 6  | 1 | 3 | 2 | 5  | 7  | −2   |                  |

 Fuente: AFC
Criterios de clasificación: 
| \| Fecha \| Estadio - Ciudad \| Local \| Resultado \| Visitante \| \| --------------------- \| ---------------------------------- \| ---------- \| --------- \| ---------- \| \| 23 de febrero de 2016 \| Ashgabat Stadium, Asjabad \| Altyn Asyr \| 2:0 \| Al-Ahed \| \| 23 de febrero de 2016 \| Amman International Stadium, Amán \| Al-Wehdat \| 2:0 \| Al-Hidd \| \| 8 de marzo de 2016 \| Saida International Stadium, Saida \| Al-Ahed \| 3:2 \| Al-Wehdat \| \| 8 de marzo de 2016 \| Bahrain National Stadium, Riffa \| Al-Hidd \| 1:1 \| Altyn Asyr \| \| 15 de marzo de 2016 \| Amman International Stadium, Amán \| Al-Wehdat \| 1:1 \| Altyn Asyr \| \| 15 de marzo de 2016 \| Bahrain National Stadium, Riffa \| Al-Hidd \| 2:5 \| Al-Ahed \| \| 12 de abril de 2016 \| Saida International Stadium, Saida \| Al-Ahed \| 1:0 \| Al-Hidd \| \| 12 de abril de 2016 \| Köpetdag Stadium, Asjabad \| Altyn Asyr \| 0:0 \| Al-Wehdat \| \| 26 de abril de 2016 \| Saida International Stadium, Saida \| Al-Ahed \| 3:0 \| Altyn Asyr \| \| 26 de abril de 2016 \| Bahrain National Stadium, Riffa \| Al-Hidd \| 6:2 \| Al-Wehdat \| \| 10 de mayo de 2016 \| Amman International Stadium, Amán \| Al-Wehdat \| 3:2 \| Al-Ahed \| \| 10 de mayo de 2016 \| Köpetdag Stadium, Asjabad \| Altyn Asyr \| 1:2 \| Al-Hidd \| |                                    |            |           |            |
| Fecha | Estadio - Ciudad                   | Local      | Resultado | Visitante  |
| 23 de febrero de 2016 | Ashgabat Stadium, Asjabad          | Altyn Asyr | 2:0       | Al-Ahed    |
| 23 de febrero de 2016 | Amman International Stadium, Amán  | Al-Wehdat  | 2:0       | Al-Hidd    |
| 8 de marzo de 2016 | Saida International Stadium, Saida | Al-Ahed    | 3:2       | Al-Wehdat  |
| 8 de marzo de 2016 | Bahrain National Stadium, Riffa    | Al-Hidd    | 1:1       | Altyn Asyr |
| 15 de marzo de 2016 | Amman International Stadium, Amán  | Al-Wehdat  | 1:1       | Altyn Asyr |
| 15 de marzo de 2016 | Bahrain National Stadium, Riffa    | Al-Hidd    | 2:5       | Al-Ahed    |
| 12 de abril de 2016 | Saida International Stadium, Saida | Al-Ahed    | 1:0       | Al-Hidd    |
| 12 de abril de 2016 | Köpetdag Stadium, Asjabad          | Altyn Asyr | 0:0       | Al-Wehdat  |
| 26 de abril de 2016 | Saida International Stadium, Saida | Al-Ahed    | 3:0       | Altyn Asyr |
| 26 de abril de 2016 | Bahrain National Stadium, Riffa    | Al-Hidd    | 6:2       | Al-Wehdat  |
| 10 de mayo de 2016 | Amman International Stadium, Amán  | Al-Wehdat  | 3:2       | Al-Ahed    |
| 10 de mayo de 2016 | Köpetdag Stadium, Asjabad          | Altyn Asyr | 1:2       | Al-Hidd    |

### Grupo B
| Pos. | Equipo        | Pts. | PJ | G | E | P | GF | GC | Dif. | Clasificación    |
| ---- | ------------- | ---- | -- | - | - | - | -- | -- | ---- | ---------------- |
| 1    | Naft Al-Wasat | 15   | 6  | 5 | 0 | 1 | 9  | 3  | +6   | Octavos de final |
| 2    | Al-Faisaly    | 11   | 6  | 3 | 2 | 1 | 10 | 6  | +4   | Octavos de final |
| 3    | Tripoli (E)   | 7    | 6  | 2 | 1 | 3 | 8  | 10 | −2   |                  |
| 4    | Istiklol (E)  | 1    | 6  | 0 | 1 | 5 | 4  | 12 | −8   |                  |

 Fuente: AFC
Criterios de clasificación: 
| \| Fecha \| Estadio - Ciudad \| Local \| Resultado \| Visitante \| \| --------------------- \| --------------------------- \| ----------------- \| --------- \| ----------------- \| \| 23 de febrero de 2016 \| Estadio Pamir, Dusambé \| Istiklol Dushanbe \| 0:0 \| Al-Faisaly \| \| 23 de febrero de 2016 \| Estadio PAS, Teherán (Irán) \| Naft Al-Wasat \| 1:0 \| Tripoli SC \| \| 8 de marzo de 2016 \| Estadio Internacional, Amán \| Al-Faisaly \| 2:1 \| Naft Al-Wasat \| \| 8 de marzo de 2016 \| Estadio Municipal, Trípoli \| Tripoli SC \| 2:1 \| Istiklol Dushanbe \| \| 15 de marzo de 2016 \| Estadio PAS, Teherán (Irán) \| Naft Al-Wasat \| 2:0 \| Istiklol Dushanbe \| \| 15 de marzo de 2016 \| Estadio Municipal, Trípoli \| Tripoli SC \| 1:1 \| Al-Faisaly \| \| 12 de abril de 2016 \| Estadio Internacional, Amán \| Al-Faisaly \| 3:1 \| Tripoli SC \| \| 12 de abril de 2016 \| Estadio Pamir, Dusambé \| Istiklol Dushanbe \| 0:1 \| Naft Al-Wasat \| \| 26 de abril de 2016 \| Estadio Internacional, Amán \| Al-Faisaly \| 4:2 \| Istiklol Dushanbe \| \| 26 de abril de 2016 \| Estadio Municipal, Trípoli \| Tripoli SC \| 1:3 \| Naft Al-Wasat \| \| 10 de mayo de 2016 \| Estadio PAS, Teherán (Irán) \| Naft Al-Wasat \| 1:0 \| Al-Faisaly \| \| 10 de mayo de 2016 \| Estadio Pamir, Dusambé \| Istiklol Dushanbe \| 1:3 \| Tripoli SC \| |                             |                   |           |                   |
| Fecha | Estadio - Ciudad            | Local             | Resultado | Visitante         |
| 23 de febrero de 2016 | Estadio Pamir, Dusambé      | Istiklol Dushanbe | 0:0       | Al-Faisaly        |
| 23 de febrero de 2016 | Estadio PAS, Teherán (Irán) | Naft Al-Wasat     | 1:0       | Tripoli SC        |
| 8 de marzo de 2016 | Estadio Internacional, Amán | Al-Faisaly        | 2:1       | Naft Al-Wasat     |
| 8 de marzo de 2016 | Estadio Municipal, Trípoli  | Tripoli SC        | 2:1       | Istiklol Dushanbe |
| 15 de marzo de 2016 | Estadio PAS, Teherán (Irán) | Naft Al-Wasat     | 2:0       | Istiklol Dushanbe |
| 15 de marzo de 2016 | Estadio Municipal, Trípoli  | Tripoli SC        | 1:1       | Al-Faisaly        |
| 12 de abril de 2016 | Estadio Internacional, Amán | Al-Faisaly        | 3:1       | Tripoli SC        |
| 12 de abril de 2016 | Estadio Pamir, Dusambé      | Istiklol Dushanbe | 0:1       | Naft Al-Wasat     |
| 26 de abril de 2016 | Estadio Internacional, Amán | Al-Faisaly        | 4:2       | Istiklol Dushanbe |
| 26 de abril de 2016 | Estadio Municipal, Trípoli  | Tripoli SC        | 1:3       | Naft Al-Wasat     |
| 10 de mayo de 2016 | Estadio PAS, Teherán (Irán) | Naft Al-Wasat     | 1:0       | Al-Faisaly        |
| 10 de mayo de 2016 | Estadio Pamir, Dusambé      | Istiklol Dushanbe | 1:3       | Tripoli SC        |

### Grupo C
| Pos. | Equipo                  | Pts. | PJ | G | E | P | GF | GC | Dif. | Clasificación    |
| ---- | ----------------------- | ---- | -- | - | - | - | -- | -- | ---- | ---------------- |
| 1    | Al-Quwa Al-Jawiya       | 15   | 6  | 5 | 0 | 1 | 15 | 7  | +8   | Octavos de final |
| 2    | Al-Wahda                | 9    | 6  | 3 | 0 | 3 | 11 | 9  | +2   | Octavos de final |
| 3    | Shabab Al-Dhahiriya (E) | 7    | 6  | 2 | 1 | 3 | 7  | 10 | −3   |                  |
| 4    | Al-Oruba (E)            | 4    | 6  | 1 | 1 | 4 | 5  | 12 | −7   |                  |

 Fuente: AFC
Criterios de clasificación: 
| \| Fecha \| Estadio - Ciudad \| Local \| Resultado \| Visitante \| \| --------------------- \| ------------------------------------- \| ------------------- \| ------------------- \| ------------------- \| \| 24 de febrero de 2016 \| Estadio Internacional Dora, Hebron \| Shabab Al-Dhahiriya \| 0:2 \| Al-Quwa Al-Jawiya \| \| 24 de febrero de 2016 \| Sur Sports Complex, Sur \| Al-Oruba \| 2:1 \| Al-Wahda \| \| 9 de marzo de 2016 \| Estadio Internacional, Saida (Líbano) \| Al-Wahda \| 3:0 *[8][9][note 1] \| Shabab Al-Dhahiriya \| \| 9 de marzo de 2016 \| Estadio Al-Wakrah, Al-Wakrah (Catar) \| Al-Quwa Al-Jawiya \| 2:1 \| Al-Oruba \| \| 16 de marzo de 2016 \| Estadio Internacional, Saida (Líbano) \| Al-Wahda \| 5:2[note 1] \| Al-Quwa Al-Jawiya \| \| 16 de marzo de 2016 \| Sur Sports Complex, Sur \| Al-Oruba \| 1:1 \| Shabab Al-Dhahiriya \| \| 13 de abril de 2016 \| Estadio Internacional Dora, Hebron \| Shabab Al-Dhahiriya \| 2:0 \| Al-Oruba \| \| 13 de abril de 2016 \| Estadio Al-Wakrah, Al-Wakrah (Catar) \| Al-Quwa Al-Jawiya \| 1:0 \| Al-Wahda \| \| 27 de abril de 2016 \| Estadio Internacional, Saida (Líbano) \| Al-Wahda \| 2:1 \| Al-Oruba \| \| 27 de abril de 2016 \| Estadio Al-Wakrah, Al-Wakrah (Catar) \| Al-Quwa Al-Jawiya \| 4:1 \| Shabab Al-Dhahiriya \| \| 11 de mayo de 2016 \| Sur Sports Complex, Sur \| Al-Oruba \| 0:4 \| Al-Quwa Al-Jawiya \| \| 11 de mayo de 2016 \| Estadio Internacional Dora, Hebrón \| Shabab Al-Dhahiriya \| 0:3 *[note 2][12] \| Al-Wahda \| |                                       |                     |           |                     |
| Fecha | Estadio - Ciudad                      | Local               | Resultado | Visitante           |
| 24 de febrero de 2016 | Estadio Internacional Dora, Hebron    | Shabab Al-Dhahiriya | 0:2       | Al-Quwa Al-Jawiya   |
| 24 de febrero de 2016 | Sur Sports Complex, Sur               | Al-Oruba            | 2:1       | Al-Wahda            |
| 9 de marzo de 2016 | Estadio Internacional, Saida (Líbano) | Al-Wahda            | 3:0 *     | Shabab Al-Dhahiriya |
| 9 de marzo de 2016 | Estadio Al-Wakrah, Al-Wakrah (Catar)  | Al-Quwa Al-Jawiya   | 2:1       | Al-Oruba            |
| 16 de marzo de 2016 | Estadio Internacional, Saida (Líbano) | Al-Wahda            | 5:2       | Al-Quwa Al-Jawiya   |
| 16 de marzo de 2016 | Sur Sports Complex, Sur               | Al-Oruba            | 1:1       | Shabab Al-Dhahiriya |
| 13 de abril de 2016 | Estadio Internacional Dora, Hebron    | Shabab Al-Dhahiriya | 2:0       | Al-Oruba            |
| 13 de abril de 2016 | Estadio Al-Wakrah, Al-Wakrah (Catar)  | Al-Quwa Al-Jawiya   | 1:0       | Al-Wahda            |
| 27 de abril de 2016 | Estadio Internacional, Saida (Líbano) | Al-Wahda            | 2:1       | Al-Oruba            |
| 27 de abril de 2016 | Estadio Al-Wakrah, Al-Wakrah (Catar)  | Al-Quwa Al-Jawiya   | 4:1       | Shabab Al-Dhahiriya |
| 11 de mayo de 2016 | Sur Sports Complex, Sur               | Al-Oruba            | 0:4       | Al-Quwa Al-Jawiya   |
| 11 de mayo de 2016 | Estadio Internacional Dora, Hebrón    | Shabab Al-Dhahiriya | 0:3 *     | Al-Wahda            |

### Grupo D
| Pos. | Equipo              | Pts. | PJ | G | E | P | GF | GC | Dif. | Clasificación    |
| ---- | ------------------- | ---- | -- | - | - | - | -- | -- | ---- | ---------------- |
| 1    | Al-Muharraq         | 16   | 6  | 5 | 1 | 0 | 9  | 3  | +6   | Octavos de final |
| 2    | Al-Jaish            | 10   | 6  | 3 | 1 | 2 | 5  | 3  | +2   | Octavos de final |
| 3    | Ahli Al-Khaleel (E) | 5    | 6  | 1 | 2 | 3 | 7  | 11 | −4   |                  |
| 4    | Fanja (E)           | 2    | 6  | 0 | 2 | 4 | 5  | 9  | −4   |                  |

 Fuente: AFC
Criterios de clasificación: 
| \| Fecha \| Estadio - Ciudad \| Local \| Resultado \| Visitante \| \| --------------------- \| ------------------------------------- \| --------------- \| ------------------- \| --------------- \| \| 24 de febrero de 2016 \| Sultan Qaboos Complex, Mascate (Omán) \| Al-Jaish \| 1:0 \| Fanja \| \| 24 de febrero de 2016 \| Bahrain National Stadium, Manama \| Al-Muharraq \| 2:1 \| Ahli Al-Khaleel \| \| 9 de marzo de 2016 \| Sultan Qaboos Complex, Mascate (Omán) \| Fanja \| 1:2 \| Al-Muharraq \| \| 9 de marzo de 2016 \| Prince Mohammed Stadium (Jordania) \| Ahli Al-Khaleel \| 0:3 *[G3 1][11][13] \| Al-Jaish \| \| 16 de marzo de 2016 \| Dora International Stadium, Hebrón \| Ahli Al-Khaleel \| 2:1 \| Fanja \| \| 16 de marzo de 2016 \| Bahrain National Stadium, Manama \| Al-Muharraq \| 1:0 \| Al-Jaish \| \| 13 de abril de 2016 \| Al-Seeb Stadium, Seeb \| Fanja \| 3:3 \| Ahli Al-Khaleel \| \| 13 de abril de 2016 \| Bahrain National Stadium, Manama \| Al-Jaish \| 0:2 \| Al-Muharraq \| \| 27 de abril de 2016 \| Dora International Stadium, Hebrón \| Ahli Al-Khaleel \| 1:1 \| Al-Muharraq \| \| 27 de abril de 2016 \| Al-Seeb Stadium, Seeb \| Fanja \| 0:0 \| Al-Jaish \| \| 10 de mayo de 2016 \| Estadio Califa, Madinat 'Isa (Baréin) \| Al-Jaish \| 1:0 \| Ahli Al-Khaleel \| \| 11 de mayo de 2016 \| Bahrain National Stadium, Manama \| Al-Muharraq \| 1:0 \| Fanja \| |                                       |                 |           |                 |
| Fecha | Estadio - Ciudad                      | Local           | Resultado | Visitante       |
| 24 de febrero de 2016 | Sultan Qaboos Complex, Mascate (Omán) | Al-Jaish        | 1:0       | Fanja           |
| 24 de febrero de 2016 | Bahrain National Stadium, Manama      | Al-Muharraq     | 2:1       | Ahli Al-Khaleel |
| 9 de marzo de 2016 | Sultan Qaboos Complex, Mascate (Omán) | Fanja           | 1:2       | Al-Muharraq     |
| 9 de marzo de 2016 | Prince Mohammed Stadium (Jordania)    | Ahli Al-Khaleel | 0:3 *     | Al-Jaish        |
| 16 de marzo de 2016 | Dora International Stadium, Hebrón    | Ahli Al-Khaleel | 2:1       | Fanja           |
| 16 de marzo de 2016 | Bahrain National Stadium, Manama      | Al-Muharraq     | 1:0       | Al-Jaish        |
| 13 de abril de 2016 | Al-Seeb Stadium, Seeb                 | Fanja           | 3:3       | Ahli Al-Khaleel |
| 13 de abril de 2016 | Bahrain National Stadium, Manama      | Al-Jaish        | 0:2       | Al-Muharraq     |
| 27 de abril de 2016 | Dora International Stadium, Hebrón    | Ahli Al-Khaleel | 1:1       | Al-Muharraq     |
| 27 de abril de 2016 | Al-Seeb Stadium, Seeb                 | Fanja           | 0:0       | Al-Jaish        |
| 10 de mayo de 2016 | Estadio Califa, Madinat 'Isa (Baréin) | Al-Jaish        | 1:0       | Ahli Al-Khaleel |
| 11 de mayo de 2016 | Bahrain National Stadium, Manama      | Al-Muharraq     | 1:0       | Fanja           |

### Grupo E
| Pos. | Equipo                     | Pts. | PJ | G | E | P | GF | GC | Dif. | Clasificación    |
| ---- | -------------------------- | ---- | -- | - | - | - | -- | -- | ---- | ---------------- |
| 1    | Ceres                      | 12   | 6  | 3 | 3 | 0 | 12 | 4  | +8   | Octavos de final |
| 2    | Tampines Rovers            | 10   | 6  | 3 | 1 | 2 | 10 | 6  | +4   | Octavos de final |
| 3    | Selangor (E)               | 8    | 6  | 2 | 2 | 2 | 8  | 8  | 0    |                  |
| 4    | Sheikh Jamal Dhanmondi (E) | 3    | 6  | 1 | 0 | 5 | 7  | 19 | −12  |                  |

 Fuente: AFC
Criterios de clasificación: 
| \| Fecha \| Estadio - Ciudad \| Local \| Resultado \| Visitante \| \| --------------------- \| ----------------------------------- \| ---------------------- \| --------- \| ---------------------- \| \| 23 de febrero de 2016 \| Estadio Panaad, Bacólod \| Ceres FC \| 2:2 \| Selangor \| \| 23 de febrero de 2016 \| Estadio Jalan Besar, Singapur \| Tampines Rovers \| 4:0 \| Sheikh Jamal Dhanmondi \| \| 8 de marzo de 2016 \| Estadio Nacional Bangabandhu, Dhaka \| Sheikh Jamal Dhanmondi \| 0:2 \| Ceres \| \| 8 de marzo de 2016 \| Estadio Selayang, Shah Alam \| Selangor \| 0:1 \| Tampines Rovers \| \| 15 de marzo de 2016 \| Estadio Jalan Besar, Singapur \| Tampines Rovers \| 1:1 \| Ceres \| \| 15 de marzo de 2016 \| Estadio Nacional Bangabandhu, Dhaka \| Sheikh Jamal Dhanmondi \| 3:4 \| Selangor \| \| 12 de abril de 2016 \| Estadio Panaad, Bacólod \| Ceres FC \| 2:1 \| Tampines Rovers \| \| 12 de abril de 2016 \| Estadio Selayang, Shah Alam \| Selangor \| 2:1 \| Sheikh Jamal Dhanmondi \| \| 26 de abril de 2016 \| Estadio Nacional Bangabandhu, Dhaka \| Sheikh Jamal Dhanmondi \| 3:2 \| Tampines Rovers \| \| 26 de abril de 2016 \| Estadio Selayang, Shah Alam \| Selangor \| 0:0 \| Ceres FC \| \| 10 de mayo de 2016 \| Estadio Nacional, Singapur \| Tampines Rovers \| 1:0 \| Selangor \| \| 10 de mayo de 2016 \| Estadio Panaad, Bacólod \| Ceres FC \| 5:0 \| Sheikh Jamal Dhanmondi \| |                                     |                        |           |                        |
| Fecha | Estadio - Ciudad                    | Local                  | Resultado | Visitante              |
| 23 de febrero de 2016 | Estadio Panaad, Bacólod             | Ceres FC               | 2:2       | Selangor               |
| 23 de febrero de 2016 | Estadio Jalan Besar, Singapur       | Tampines Rovers        | 4:0       | Sheikh Jamal Dhanmondi |
| 8 de marzo de 2016 | Estadio Nacional Bangabandhu, Dhaka | Sheikh Jamal Dhanmondi | 0:2       | Ceres                  |
| 8 de marzo de 2016 | Estadio Selayang, Shah Alam         | Selangor               | 0:1       | Tampines Rovers        |
| 15 de marzo de 2016 | Estadio Jalan Besar, Singapur       | Tampines Rovers        | 1:1       | Ceres                  |
| 15 de marzo de 2016 | Estadio Nacional Bangabandhu, Dhaka | Sheikh Jamal Dhanmondi | 3:4       | Selangor               |
| 12 de abril de 2016 | Estadio Panaad, Bacólod             | Ceres FC               | 2:1       | Tampines Rovers        |
| 12 de abril de 2016 | Estadio Selayang, Shah Alam         | Selangor               | 2:1       | Sheikh Jamal Dhanmondi |
| 26 de abril de 2016 | Estadio Nacional Bangabandhu, Dhaka | Sheikh Jamal Dhanmondi | 3:2       | Tampines Rovers        |
| 26 de abril de 2016 | Estadio Selayang, Shah Alam         | Selangor               | 0:0       | Ceres FC               |
| 10 de mayo de 2016 | Estadio Nacional, Singapur          | Tampines Rovers        | 1:0       | Selangor               |
| 10 de mayo de 2016 | Estadio Panaad, Bacólod             | Ceres FC               | 5:0       | Sheikh Jamal Dhanmondi |

### Grupo F
| Pos. | Equipo               | Pts. | PJ | G | E | P | GF | GC | Dif. | Clasificación    |
| ---- | -------------------- | ---- | -- | - | - | - | -- | -- | ---- | ---------------- |
| 1    | Kitchee              | 13   | 6  | 4 | 1 | 1 | 8  | 1  | +7   | Octavos de final |
| 2    | Kaya                 | 10   | 6  | 3 | 1 | 2 | 5  | 2  | +3   | Octavos de final |
| 3    | Balestier Khalsa (E) | 7    | 6  | 2 | 1 | 3 | 6  | 10 | −4   |                  |
| 4    | New Radiant (E)      | 3    | 6  | 0 | 3 | 3 | 2  | 8  | −6   |                  |

 Fuente: AFC
Criterios de clasificación: 
| \| Fecha \| Estadio - Ciudad \| Local \| Resultado \| Visitante \| \| --------------------- \| ------------------------------- \| ---------------- \| --------- \| ---------------- \| \| 23 de febrero de 2016 \| National Football Stadium, Malé \| New Radiant \| 2:2 \| Balestier Khalsa \| \| 23 de febrero de 2016 \| Estadio Mong Kok, Hong Kong \| Kitchee \| 1:0 \| Kaya \| \| 8 de marzo de 2016 \| Rizal Memorial Stadium, Manila \| Kaya \| 1:0 \| New Radiant \| \| 8 de marzo de 2016 \| Estadio Jalan Besar, Singapur \| Balestier Khalsa \| 1:0 \| Kitchee \| \| 15 de marzo de 2016 \| Rizal Memorial Stadium, Manila \| Kaya \| 1:0 \| Balestier Khalsa \| \| 15 de marzo de 2016 \| Estadio Mong Kok, Hong Kong \| Kitchee \| 0:0 \| New Radiant \| \| 12 de abril de 2016 \| National Football Stadium, Malé \| New Radiant \| 0:2 \| Kitchee \| \| 12 de abril de 2016 \| Estadio Jalan Besar, Singapur \| Balestier Khalsa \| 0:3 \| Kaya \| \| 26 de abril de 2016 \| Rizal Memorial Stadium, Manila \| Kaya \| 0:1 \| Kitchee \| \| 26 de abril de 2016 \| Estadio Jalan Besar, Singapur \| Balestier Khalsa \| 3:0 \| New Radiant \| \| 10 de mayo de 2016 \| Estadio Mong Kok, Hong Kong \| Kitchee \| 4:0 \| Balestier Khalsa \| \| 10 de mayo de 2016 \| National Football Stadium, Malé \| New Radiant \| 0:0 \| Kaya \| |                                 |                  |           |                  |
| Fecha | Estadio - Ciudad                | Local            | Resultado | Visitante        |
| 23 de febrero de 2016 | National Football Stadium, Malé | New Radiant      | 2:2       | Balestier Khalsa |
| 23 de febrero de 2016 | Estadio Mong Kok, Hong Kong     | Kitchee          | 1:0       | Kaya             |
| 8 de marzo de 2016 | Rizal Memorial Stadium, Manila  | Kaya             | 1:0       | New Radiant      |
| 8 de marzo de 2016 | Estadio Jalan Besar, Singapur   | Balestier Khalsa | 1:0       | Kitchee          |
| 15 de marzo de 2016 | Rizal Memorial Stadium, Manila  | Kaya             | 1:0       | Balestier Khalsa |
| 15 de marzo de 2016 | Estadio Mong Kok, Hong Kong     | Kitchee          | 0:0       | New Radiant      |
| 12 de abril de 2016 | National Football Stadium, Malé | New Radiant      | 0:2       | Kitchee          |
| 12 de abril de 2016 | Estadio Jalan Besar, Singapur   | Balestier Khalsa | 0:3       | Kaya             |
| 26 de abril de 2016 | Rizal Memorial Stadium, Manila  | Kaya             | 0:1       | Kitchee          |
| 26 de abril de 2016 | Estadio Jalan Besar, Singapur   | Balestier Khalsa | 3:0       | New Radiant      |
| 10 de mayo de 2016 | Estadio Mong Kok, Hong Kong     | Kitchee          | 4:0       | Balestier Khalsa |
| 10 de mayo de 2016 | National Football Stadium, Malé | New Radiant      | 0:0       | Kaya             |

### Grupo G
| Pos. | Equipo            | Pts. | PJ | G | E | P | GF | GC | Dif. | Clasificación    |
| ---- | ----------------- | ---- | -- | - | - | - | -- | -- | ---- | ---------------- |
| 1    | Mohun Bagan       | 11   | 6  | 3 | 2 | 1 | 14 | 9  | +5   | Octavos de final |
| 2    | South China       | 9    | 6  | 3 | 0 | 3 | 9  | 9  | 0    | Octavos de final |
| 3    | Yangon United (E) | 8    | 6  | 2 | 2 | 2 | 10 | 10 | 0    |                  |
| 4    | Maziya (E)        | 5    | 6  | 1 | 2 | 3 | 8  | 13 | −5   |                  |

 Fuente: AFC
Criterios de clasificación: 
| \| Fecha \| Estadio - Ciudad \| Local \| Resultado \| Visitante \| \| --------------------- \| ---------------------------------------- \| ------------- \| --------- \| ------------- \| \| 24 de febrero de 2016 \| Estadio Thuwunna, Yangon \| Yangon United \| 2:1 \| South China \| \| 24 de febrero de 2016 \| Indira Gandhi Athletic Stadium, Guwahati \| Mohun Bagan \| 5:2 \| Maziya \| \| 9 de marzo de 2016 \| National Football Stadium, Malé \| Maziya \| 1:1 \| Yangon United \| \| 9 de marzo de 2016 \| Estadio Mong Kok, Hong Kong \| South China \| 0:4 \| Mohun Bagan \| \| 16 de marzo de 2016 \| National Football Stadium, Malé \| Maziya \| 2:1 \| South China \| \| 16 de marzo de 2016 \| Indira Gandhi Athletic Stadium, Guwahati \| Mohun Bagan \| 3:2 \| Yangon United \| \| 13 de abril de 2016 \| Estadio Thuwunna, Yangon \| Yangon United \| 1:1 \| Mohun Bagan \| \| 13 de abril de 2016 \| Estadio Mong Kok, Hong Kong \| South China \| 2:0 \| Maziya \| \| 27 de abril de 2016 \| National Football Stadium, Malé \| Maziya \| 1:1 \| Mohun Bagan \| \| 27 de abril de 2016 \| Estadio Mong Kok, Hong Kong \| South China \| 2:1 \| Yangon United \| \| 11 de mayo de 2016 \| Indira Gandhi Athletic Stadium, Guwahati \| Mohun Bagan \| 0:3 \| South China \| \| 11 de mayo de 2016 \| Estadio Thuwunna, Yangon \| Yangon United \| 3:2 \| Maziya \| |                                          |               |           |               |
| Fecha | Estadio - Ciudad                         | Local         | Resultado | Visitante     |
| 24 de febrero de 2016 | Estadio Thuwunna, Yangon                 | Yangon United | 2:1       | South China   |
| 24 de febrero de 2016 | Indira Gandhi Athletic Stadium, Guwahati | Mohun Bagan   | 5:2       | Maziya        |
| 9 de marzo de 2016 | National Football Stadium, Malé          | Maziya        | 1:1       | Yangon United |
| 9 de marzo de 2016 | Estadio Mong Kok, Hong Kong              | South China   | 0:4       | Mohun Bagan   |
| 16 de marzo de 2016 | National Football Stadium, Malé          | Maziya        | 2:1       | South China   |
| 16 de marzo de 2016 | Indira Gandhi Athletic Stadium, Guwahati | Mohun Bagan   | 3:2       | Yangon United |
| 13 de abril de 2016 | Estadio Thuwunna, Yangon                 | Yangon United | 1:1       | Mohun Bagan   |
| 13 de abril de 2016 | Estadio Mong Kok, Hong Kong              | South China   | 2:0       | Maziya        |
| 27 de abril de 2016 | National Football Stadium, Malé          | Maziya        | 1:1       | Mohun Bagan   |
| 27 de abril de 2016 | Estadio Mong Kok, Hong Kong              | South China   | 2:1       | Yangon United |
| 11 de mayo de 2016 | Indira Gandhi Athletic Stadium, Guwahati | Mohun Bagan   | 0:3       | South China   |
| 11 de mayo de 2016 | Estadio Thuwunna, Yangon                 | Yangon United | 3:2       | Maziya        |

### Grupo H
| Pos. | Equipo               | Pts. | PJ | G | E | P | GF | GC | Dif. | Clasificación    |
| ---- | -------------------- | ---- | -- | - | - | - | -- | -- | ---- | ---------------- |
| 1    | Johor Darul Ta'zim   | 18   | 6  | 6 | 0 | 0 | 21 | 3  | +18  | Octavos de final |
| 2    | Bengaluru FC         | 9    | 6  | 3 | 0 | 3 | 9  | 10 | −1   | Octavos de final |
| 3    | Ayeyawady United (E) | 6    | 6  | 2 | 0 | 4 | 12 | 20 | −8   |                  |
| 4    | Lao Toyota FC (E)    | 3    | 6  | 1 | 0 | 5 | 8  | 17 | −9   |                  |

 Fuente: AFC
Criterios de clasificación: 
| \| Fecha \| Estadio - Ciudad \| Local \| Resultado \| Visitante \| \| --------------------- \| ---------------------------------- \| ------------------ \| --------- \| ------------------ \| \| 24 de febrero de 2016 \| Nuevo Estadio Nacional, Vientián \| Lao Toyota \| 2:1 \| Bengaluru FC \| \| 24 de febrero de 2016 \| Estadio Larkin, Johor Bahru \| Johor Darul Takzim \| 8:1 \| Ayeyawady United \| \| 9 de marzo de 2016 \| Estadio Thuwunna, Yangon \| Ayeyawady United \| 4:2 \| Lao Toyota \| \| 9 de marzo de 2016 \| Estadio Sree Kanteerava, Bangalore \| Bengaluru FC \| 0:1 \| Johor Darul Takzim \| \| 16 de marzo de 2016 \| Estadio Thuwunna, Rangún \| Ayeyawady United \| 0:1 \| Bengaluru FC \| \| 16 de marzo de 2016 \| Estadio Larkin, Johor Bahru \| Johor Darul Takzim \| 3:0 \| Lao Toyota \| \| 13 de abril de 2016 \| Nuevo Estadio Nacional, Vientián \| Lao Toyota \| 1:4 \| Johor Darul Takzim \| \| 13 de abril de 2016 \| Estadio Sree Kanteerava, Bangalore \| Bengaluru FC \| 5:3 \| Ayeyawady United \| \| 27 de abril de 2016 \| Estadio Thuwunna, Rangún \| Ayeyawady United \| 1:2 \| Johor Darul Takzim \| \| 27 de abril de 2016 \| Estadio Sree Kanteerava, Bangalore \| Bengaluru FC \| 2:1 \| Lao Toyota \| \| 11 de mayo de 2016 \| Estadio Larkin, Johor Bahru \| Johor Darul Takzim \| 3:0 \| Bengaluru FC \| \| 11 de mayo de 2016 \| Nuevo Estadio Nacional, Vientián \| Lao Toyota \| 2:3 \| Ayeyawady United \| |                                    |                    |           |                    |
| Fecha | Estadio - Ciudad                   | Local              | Resultado | Visitante          |
| 24 de febrero de 2016 | Nuevo Estadio Nacional, Vientián   | Lao Toyota         | 2:1       | Bengaluru FC       |
| 24 de febrero de 2016 | Estadio Larkin, Johor Bahru        | Johor Darul Takzim | 8:1       | Ayeyawady United   |
| 9 de marzo de 2016 | Estadio Thuwunna, Yangon           | Ayeyawady United   | 4:2       | Lao Toyota         |
| 9 de marzo de 2016 | Estadio Sree Kanteerava, Bangalore | Bengaluru FC       | 0:1       | Johor Darul Takzim |
| 16 de marzo de 2016 | Estadio Thuwunna, Rangún           | Ayeyawady United   | 0:1       | Bengaluru FC       |
| 16 de marzo de 2016 | Estadio Larkin, Johor Bahru        | Johor Darul Takzim | 3:0       | Lao Toyota         |
| 13 de abril de 2016 | Nuevo Estadio Nacional, Vientián   | Lao Toyota         | 1:4       | Johor Darul Takzim |
| 13 de abril de 2016 | Estadio Sree Kanteerava, Bangalore | Bengaluru FC       | 5:3       | Ayeyawady United   |
| 27 de abril de 2016 | Estadio Thuwunna, Rangún           | Ayeyawady United   | 1:2       | Johor Darul Takzim |
| 27 de abril de 2016 | Estadio Sree Kanteerava, Bangalore | Bengaluru FC       | 2:1       | Lao Toyota         |
| 11 de mayo de 2016 | Estadio Larkin, Johor Bahru        | Johor Darul Takzim | 3:0       | Bengaluru FC       |
| 11 de mayo de 2016 | Nuevo Estadio Nacional, Vientián   | Lao Toyota         | 2:3       | Ayeyawady United   |

## Fase final

### Equipos clasificados
| Grupo | Primeros           | Segundos         |
| ----- | ------------------ | ---------------- |
| A     | Al-Ahed            | Al-Wehdat        |
| B     | Naft Al-Wasat      | Al-Faisaly       |
| C     | Al-Quwa Al-Jawiya  | Al-Wahda         |
| D     | Al-Muharraq        | Al-Jaish Damasco |
| E     | Ceres FC           | Tampines Rovers  |
| F     | Kitchee SC         | Kaya FC          |
| G     | Mohun Bagan        | South China AA   |
| H     | Johor Darul Takzim | Bengaluru        |

### Octavos de final
- Se disputan a partido único, los ganadores de grupo de primera fase poseen la localia en cada juego.
| Equipo 1           | Resultado       | Equipo 2        |
| Zona Occidental    | Zona Occidental | Zona Occidental |
| ------------------ | --------------- | --------------- |
| Al-Ahed            | 4–0             | Al-Wahda        |
| Al-Quwa Al-Jawiya  | 2–1             | Al-Wehdat       |
| Naft Al-Wasat      | 0–1             | Al-Jaish        |
| Al-Muharraq        | 1–0             | Al-Faisaly      |
| Zona Oriental      |                 |                 |
| Ceres              | 0–1 (t. s.)     | South China     |
| Mohun Bagan        | 1–2 (t. s.)     | Tampines Rovers |
| Kitchee            | 2–3             | Bengaluru FC    |
| Johor Darul Ta'zim | 7–2             | Kaya            |

#### Zona Occidental
| 24 de mayo de 2016 | Al-Ahed                                            | 4:0 (0:0) | Al-Wahda | Estadio Internacional, Sidón                            |                                                         |
|                    | Atwi 12' · Al-Hussain 75' (pen.) · Dramé 88' 90+3' | Reporte   |          | Asistencia: 1.200 espectadores Árbitro(s): Mohsen Torky | Asistencia: 1.200 espectadores Árbitro(s): Mohsen Torky |

| 24 de mayo de 2016 | Al-Quwa Al-Jawiya           | 2:1 (2:1) | Al-Wehdat | Estadio Al-Wakrah, Al Wakrah (Catar)               |                                                    |
|                    | Abdul-Walid 14' · Ahmad 37' | Reporte   | Deeb 42'  | Asistencia: 2.500 espectadores Árbitro(s): Ma Ning | Asistencia: 2.500 espectadores Árbitro(s): Ma Ning |

| 25 de mayo de 2016 | Naft Al-Wasat | 0:1 (0:0) | Al-Jaish Damasco | Estadio Shahid Dastgerdi, Teherán (Irán)              |                                                       |
|                    |               | Reporte   | Hamadko 78'      | Asistencia: 500 espectadores Árbitro(s): Liu Kwok Man | Asistencia: 500 espectadores Árbitro(s): Liu Kwok Man |

| 25 de mayo de 2016 | Al-Muharraq | 1:0 (0:0) | Al-Faisaly | Estadio Nacional de Baréin, Manama                         |                                                            |
|                    | Kanú 81'    | Reporte   |            | Asistencia: 5.000 espectadores Árbitro(s): Rowan Arumughan | Asistencia: 5.000 espectadores Árbitro(s): Rowan Arumughan |

#### Zona Oriental
| 24 de mayo de 2016 | Ceres FC | 0:1 (0:0) (t. s.) | South China AA | Estadio Panaad, Bacólod                                  |                                                          |
|                    |          | Reporte           | Vieira 107'    | Asistencia: 8.000 espectadores Árbitro(s): Ali Abdulnabi | Asistencia: 8.000 espectadores Árbitro(s): Ali Abdulnabi |

| 24 de mayo de 2016 | Mohun Bagan | 1:2 (0:0) (t. s.) | Tampines Rovers       | Estadio Indira Gandhi, Guwahati                            |                                                            |
|                    | Singh 72'   | Reporte           | Webb 63' · Yunos 116' | Asistencia: 282 espectadores Árbitro(s): Turki Al-Khudhayr | Asistencia: 282 espectadores Árbitro(s): Turki Al-Khudhayr |

| 25 de mayo de 2016 | Kitchee SC                    | 2:3 (2:2) | Bengaluru                                | Estadio Mong Kok, Kowloon                          |                                                    |
|                    | Segovia 7' · Jordi Tarrés 42' | Reporte   | Chhetri 31' (pen.) 33' · Lalhlimpuia 51' | Asistencia: 2.806 espectadores Árbitro(s): Fu Ming | Asistencia: 2.806 espectadores Árbitro(s): Fu Ming |

| 25 de mayo de 2016 | Johor Darul Takzim                                                  | 7:2 (4:0) | Kaya FC                   | Estadio Larkin, Johor Bahru                                |                                                            |
|                    | Lucero 14' 54' 70' · Pereyra 23' (pen.) · Akil 33' 40' · Jasuli 69' | Reporte   | Portería 53' · Ugarte 88' | Asistencia: 17.322 espectadores Árbitro(s): Fahad Al-Marri | Asistencia: 17.322 espectadores Árbitro(s): Fahad Al-Marri |

### Cuartos de final
| Equipo 1          | Agr.            | Equipo 2           | Ida             | Vuelta          |
| Zona Occidental   | Zona Occidental | Zona Occidental    | Zona Occidental | Zona Occidental |
| ----------------- | --------------- | ------------------ | --------------- | --------------- |
| Al-Quwa Al-Jawiya | 5–1             | Al-Jaish           | 1–1             | 4–0             |
| Al-Ahed           | 3–0             | Al-Muharraq        | 1–0             | 2–0             |
| Zona Oriental     |                 |                    |                 |                 |
| South China       | 2–3             | Johor Darul Ta'zim | 1–1             | 1–2             |
| Bengaluru FC      | 1–0             | Tampines Rovers    | 1–0             | 0–0             |

| 13 de septiembre de 2016 | Al-Quwa Al-Jawiya | 1:1 (0:0) | Al-Jaish Damasco | Estadio Al-Wakrah, Al Wakrah (Catar)                     |                                                          |
|                          | Ahmad 90+8'       | Reporte   | Al-Ali 60'       | Asistencia: 400 espectadores Árbitro(s): Timur Faizullin | Asistencia: 400 espectadores Árbitro(s): Timur Faizullin |

| 20 de septiembre de 2016 | Al-Jaish Damasco | 1:4 (0:0) (Global 2:5) | Al-Quwa Al-Jawiya                                | Saoud bin Abdulrahman Stadium, Al Wakrah (Catar)      |                                                       |
|                          |                  | Reporte                | Rasan 50' · Radhi 67' · Ahmad 80' · Mohsen 90+2' | Asistencia: 312 espectadores Árbitro(s): Liu Kwok Man | Asistencia: 312 espectadores Árbitro(s): Liu Kwok Man |

| 14 de septiembre de 2016 | Al-Ahed  | 1:0 (1:0) | Al-Muharraq | Estadio Camille Chamoun, Beirut                    |                                                    |
|                          | Zreik 5' | Reporte   |             | Asistencia: 3.200 espectadores Árbitro(s): Ma Ning | Asistencia: 3.200 espectadores Árbitro(s): Ma Ning |

| 21 de septiembre de 2016 | Al-Muharraq | 0:2 (0:1) (Global 0:3) | Al-Ahed                | Estadio Nacional de Baréin, Manama                           |                                                              |
|                          |             | Reporte                | Musa 23' · Zreik 90+3' | Asistencia: 2.500 espectadores Árbitro(s): Turki Al-Khudhayr | Asistencia: 2.500 espectadores Árbitro(s): Turki Al-Khudhayr |

| 13 de septiembre de 2016 | South China   | 1:1 (0:1) | Johor Darul Takzim | Estadio Mong Kok, Kowloon                            |                                                      |
|                          | Komazec 90+3' | Reporte   | Pereira 22'        | Asistencia: 3.938 espectadores Árbitro(s): Ali Sabah | Asistencia: 3.938 espectadores Árbitro(s): Ali Sabah |

| 20 de septiembre de 2016 | Johor Darul Takzim       | 2:1 (1:0) (Global 3:2) | South China   | Estadio Larkin, Johor Bahru                                 |                                                             |
|                          | Lucero 58' · Pereyra 88' | Reporte                | Komazec 90+5' | Asistencia: 17.350 espectadores Árbitro(s): Ilgiz Tantashev | Asistencia: 17.350 espectadores Árbitro(s): Ilgiz Tantashev |

| 14 de septiembre de 2016 | Bengaluru  | 1:0 (1:0) | Tampines Rovers | Estadio Sree Kanteerava, Bangalore                      |                                                         |
|                          | Vineeth 7' | Reporte   |                 | Asistencia: 1.200 espectadores Árbitro(s): Ahmed Al-Kaf | Asistencia: 1.200 espectadores Árbitro(s): Ahmed Al-Kaf |

| 21 de septiembre de 2016 | Tampines Rovers | 0:0 (0:0) (Global 0:1) | Bengaluru | Estadio Jalan Besar, Kallang                            |                                                         |
|                          |                 | Reporte                |           | Asistencia: 1.985 espectadores Árbitro(s): Kim Dong-jin | Asistencia: 1.985 espectadores Árbitro(s): Kim Dong-jin |

### Semifinales
| Equipo 1           | Agr.            | Equipo 2        | Ida             | Vuelta          |
| Zona Occidental    | Zona Occidental | Zona Occidental | Zona Occidental | Zona Occidental |
| ------------------ | --------------- | --------------- | --------------- | --------------- |
| Al-Quwa Al-Jawiya  | 4–3             | Al-Ahed         | 1–1             | 3–2             |
| Zona Oriental      |                 |                 |                 |                 |
| Johor Darul Ta'zim | 2–4             | Bengaluru FC    | 1–1             | 1–3             |

| 27 de septiembre de 2016 | Al-Quwa Al-Jawiya | 1:1 (1:0) | Al-Ahed   | Estadio Al-Wakrah, Al Wakrah (Catar)                    |                                                         |
|                          | Midani 24'        | Reporte   | Dakik 62' | Asistencia: 189 espectadores Árbitro(s): Fahad Al Marri | Asistencia: 189 espectadores Árbitro(s): Fahad Al Marri |

| 18 de octubre de 2016 | Al-Ahed | 2:3 (2:1) (Global 4:3) | Al-Quwa Al-Jawiya | Estadio Camille Chamoun, Beirut                         |                                                         |
|                       |         | Reporte                |                   | Asistencia: 3.700 espectadores Árbitro(s): Dilan Perera | Asistencia: 3.700 espectadores Árbitro(s): Dilan Perera |

| 28 de septiembre de 2016 | Johor Darul Takzim | 1:1 (0:0) | Bengaluru   | Estadio Larkin, Johor Bahru                                 |                                                             |
|                          | Pereyra 52'        | Reporte   | Lyngdoh 56' | Asistencia: 18.000 espectadores Árbitro(s): Adham Makhadmeh | Asistencia: 18.000 espectadores Árbitro(s): Adham Makhadmeh |

| 19 de octubre de 2016 | Bengaluru                    | 3:1 (Global 4:2) | Johor Darul Takzim | Estadio Sree Kanteerava, Bangalore |                           |
|                       | Chhetri 41' 67' · Juanan 76' | Reporte          | Safiq 11'          | Árbitro(s): Ali Abdulnabi          | Árbitro(s): Ali Abdulnabi |

### Final
| 5 de noviembre de 2016 | Al-Quwa Al-Jawiya | 1:0 (0:0) | Bengaluru | Estadio Suhaim Bin Hamad, Doha (Catar)                   |                                                          |
|                        | H. Ahmad 70'      | Reporte   |           | Asistencia: 5806 espectadores Árbitro(s): Kim Jong-hyeok | Asistencia: 5806 espectadores Árbitro(s): Kim Jong-hyeok |

| Al-Quwa Al-Jawiya | Bengaluru FC |

| POR         | 1  | Fahad Talib            | 90+5' |       |
| DEF         | 3  | Ali Al-Saadi           |       |       |
| DEF         | 4  | Saad Natiq             |       |       |
| DEF         | 6  | Sameh Saeed            |       | 90+3' |
| DEL         | 9  | Emad Mohsin            |       |       |
| DEL         | 10 | Hammadi Ahmed          |       |       |
| MED         | 11 | Humam Tariq            |       | 27'   |
| MED         | 17 | Ahmad Abdul-Amir       |       |       |
| DEF         | 36 | Ali Bahjat             |       |       |
| DEL         | 40 | Amjad Radhi            |       | 90+1' |
| MED         | 46 | Zaher Midani           |       |       |
| Substitutos |    |                        |       |       |
| POR         | 44 | Amjed Raheem           |       |       |
| MED         | 15 | Osama Ali              |       | 27'   |
| DEL         | 16 | Ali Ghalioum           |       | 90+1' |
| MED         | 20 | Mohammad Hasan         |       |       |
| MED         | 38 | Halgurd Mulla Mohammed |       | 90+3' |
| DEF         | 41 | Ahmed Abdul-Ridha      |       |       |
| DEF         | 42 | Saif Hatem             |       |       |
| Entrenador  |    |                        |       |       |
| Basim Qasim |    |                        |       |       |

| POR         | 28 | Lalthuammawia Ralte |  |     |
| DEF         | 2  | Juanan              |  |     |
| DEF         | 6  | John Johnson        |  |     |
| MED         | 9  | Álvaro Rubio        |  | 83' |
| DEL         | 11 | Sunil Chhetri       |  |     |
| DEF         | 13 | Rino Anto           |  |     |
| MED         | 14 | Eugeneson Lyngdoh   |  |     |
| MED         | 20 | Alwyn George        |  | 64' |
| DEF         | 20 | Nishu Kumar         |  | 64' |
| MED         | 26 | Cameron Watson      |  |     |
| DEL         | 31 | C. K. Vineeth       |  |     |
| Substitutos |    |                     |  |     |
| POR         | 32 | Calvin Abhishek     |  |     |
| DEF         | 5  | Keegan Pereira      |  |     |
| MED         | 17 | Seminlen Doungel    |  | 64' |
| MED         | 21 | Udanta Singh        |  | 64' |
| DEF         | 24 | Salam Ranjan Singh  |  | 83' |
| DEL         | 25 | Daniel Lalhlimpuia  |  |     |
| MED         | 30 | Malsawmzuala        |  |     |
| Entrenador  |    |                     |  |     |
| Albert Roca |    |                     |  |     |

|                                       |
| Bandera de Irak                       |
| Campeón Al-Quwa Al-Jawiya 1.er título |

## Goleadores
Actualizado al 28 de septiembre de 2016
| Pos. | Jugador             | Club               | Total |
| ---- | ------------------- | ------------------ | ----- |
| 1    | Hammadi Ahmad       | Al-Quwa Al-Jawiya  | 16    |
| 2    | Adrián Gallardo     | Ceres              | 8     |
| 3    | Mohd Safiq Rahim    | Johor Darul Takzim | 7     |
| 4    | Christopher Chizoba | Ayeyawady United   | 6     |
| 4    | Mouhamadou Dramé    | Al-Ahed            | 6     |
| 4    | Jeje Lalpekhlua     | Mohun Bagan        | 6     |
| 4    | Raja Rafe           | Al-Wahda           | 6     |
| 4    | Rufino              | Kitchee            | 6     |
| 4    | Jorge Pereyra Díaz  | Johor Darul Takzim | 6     |
| 4    | Juan Martín Lucero  | Johor Darul Takzim | 6     |
| 10   | Ahmad Zreik         | Al-Ahed            | 5     |

Nota: Goles marcados en las rondas de calificación no cuentan para determinar el goleador (ver artículo 77.4 de las regulaciones)